# ویلا الیسا
ویلا الیسا (به اسپانیایی: Villa Elisa) یک منطقهٔ مسکونی در آرژانتین است که در بخش کلون (انتره ریوس) واقع شده‌است. ویلا الیسا ۱۰٬۲۶۶ نفر جمعیت دارد.